# Begegnung (1945)
Begegnung (Originaltitel: Brief Encounter) ist ein britisches Liebesdrama des Regisseurs David Lean aus dem Jahr 1945. Als literarische Vorlage diente das Bühnenstück Kurze Begegnung (Still Life, 1936) von Noël Coward. Der Film erfuhr gute Resonanz bei seiner Veröffentlichung und gilt als Filmklassiker sowie einer von David Leans besten Filmen. Das British Film Institute wählte Begegnung 1999 auf Platz 2 der 100 besten britischen Filme. Auf der Liste der 100 besten britischen Filme, die das Magazin Empire 2016 veröffentlichte, rangiert er auf Platz 5.

## Handlung
England im Jahr 1938: Laura Jesson ist verheiratet und hat zwei Kinder. Die Beziehung mit ihrem Ehemann Fred ist harmonisch, verläuft aber in leidenschaftslosen Bahnen. Sie ist eine ganz normale Hausfrau, die einmal in der Woche in die Stadt fährt, um dort einzukaufen und ins Kino zu gehen. Bei einer dieser allwöchentlichen Fahrten in die Stadt lernt sie im Warteraum des Bahnhofs den Arzt Alec kennen. Auch er ist verheiratet und hat zwei Kinder. Beide beschließen, sich ab jetzt jede Woche am Bahnhof zu treffen. Bald haben beide ihre Probleme damit, dass diese Treffen sich nicht in eine Affäre verwandeln.
Laura und Alec gehen in Cafés und ins Kino, immer in der Angst, von Bekannten gesehen zu werden. Nach mehreren Treffen gehen sie in die Wohnung, die einem Bekannten Alecs gehört. Doch sie werden von der unerwarteten Rückkehr des Bekannten gestört. Beide merken, dass ihre Beziehung keine Zukunft hat, wenn sie ihre Familien nicht zerstören wollen. Sie entschließen sich zur Trennung – um diese leichter zu machen, beschließt Alec, ein Arbeitsangebot in Johannesburg anzunehmen.
Sie treffen sich ein letztes Mal am Bahnhof, um sich Lebewohl zu sagen. Doch sie werden wieder gestört, diesmal von Dolly, einer geschwätzigen Freundin von Laura. Laura und Alec haben keine Möglichkeit, sich voneinander zu verabschieden. Alecs Zug kommt an, und der Arzt verlässt das Bahnhofscafé, ohne einen Blick zurückzuwerfen. Als ein Schnellzug angekündigt wird, der im Bahnhof nicht hält, stürzt Laura auf den Bahnsteig. Sie hat mit dem Gedanken gespielt, sich umzubringen, doch dann kehrt sie wieder zurück zu ihrer Familie. Fred zeigt ihr, dass er ihre innere Zerrissenheit bemerkt hat und bedankt sich bei ihr, dass sie nach Hause gekommen ist.

## Produktionshintergrund
Das dem Film zu Grunde liegende Bühnenstück von Noël Coward war ein Einakter, der etwa eine halbe Stunde dauerte, weshalb Regisseur David Lean die Handlung für den Spielfilm ausbauen ließ. Dabei ließ er beispielsweise die Handlung, im Gegensatz zum Bühnenstück, auch außerhalb des Bahnhofs spielen. Der Produzent Anthony Havelock-Allan äußerte sich später, dass durch diese Erweiterungen die Wirkung des Filmes deutlich realistischer geworden sei, etwa in ihrem Eintauchen in das normale Kleinstadtleben. Cowards Theaterstück war komplett chronologisch, doch für den Film entschied man sich für den Einbau einer Rückblende: Nach Meinung von Ronald Neame habe diese dafür gesorgt, dass die Zuschauer gleich in den ersten Szenen gepackt worden seien. Die besondere Situation zwischen den beiden Hauptfiguren sei in diesen erkennbar, aber werde nicht erklärt. Der Zuschauer bekomme Interesse, was zwischen ihnen vorgefallen sei. Erst gegen Ende des Films, als die Szene noch einmal aus der Perspektive der Hauptfiguren geschildert wird, erklärt sich dem Zuschauer deren angespanntes Verhalten und die ganze emotionale Bedeutung der Szene.
Coward und David Lean hatten zuvor bereits bei den Filmen In Which We Serve (1942), Wunderbare Zeiten (1944) und Geisterkomödie (1945) zusammengearbeitet. Der berühmte Bühnenautor Coward hatte den anfangs unbekannten Regisseur Lean bei dem Aufbau seiner Filmkarriere protegiert, Begegnung gilt dabei allgemein als Höhepunkt und Schlusspunkt der gemeinsamen Zusammenarbeit. Celia Johnson hatte bereits zuvor in zwei der von Coward und Lean gemachten Filme mitgespielt, weshalb sie das Angebot für diese Rolle erhielt. Für Trevor Howard war Begegnung erst der dritte Kinofilm seiner Karriere und brachte dem erfahrenen Bühnendarsteller den Durchbruch als Filmschauspieler.
Die Dreharbeiten fanden im Frühjahr 1945 statt. Um die Filmcrew vor möglichen Luftangriffen zu schützen, wurde als Hauptdrehort der Bahnhof von Carnforth in Lancashire gewählt, der abgelegen und daher ein unwahrscheinliches Angriffsziel war. Die Szenen im Warteraum des Bahnhofs entstanden in den Denham Film Studios in Buckinghamshire.
Immer wieder erklingen im Film Auszüge des 2. Klavierkonzerts von Sergei Rachmaninow, die von Eileen Joyce eingespielt wurden. Dies wurde von Coward veranlasst, der ansonsten wenig an der Produktion des Filmes beteiligt war, da er bei alliierten Truppen im Ausland auftrat. Er bezeichnete Rachmaninows Klavierkonzert als das einzige Musikstück, das er sich für die Geschichte vorstellen könne.
Das verwendete Thema aus dem 2. Klavierkonzert, das im Film als Hintergrundmusik zu hören ist, während die Hauptfigur Laura Jesson traurig und einsam durch die Nacht spaziert, wurde etwa 30 Jahre später als All by Myself eine berühmte Pop-Ballade.

## Synchronisation
Die deutsche Synchronfassung entstand 1964 für das Fernsehen im Auftrag des ZDF.
| Rolle                      | Darsteller       | Synchronsprecher  |
| -------------------------- | ---------------- | ----------------- |
| Laura Jesson               | Celia Johnson    | Marianne Kehlau   |
| Dr. Alec Harvey            | Trevor Howard    | Sebastian Fischer |
| Albert Godby               | Stanley Holloway | Günther Jerschke  |
| Myrtle Bagot               | Joyce Carey      | Ursula Grabley    |
| Fred Jesson                | Cyril Raymond    | Ullrich Haupt     |
| Johnnie, Soldat am Bahnhof | Sydney Bromley   | Charles Brauer    |
| Bill, Soldat am Bahnhof    | Edward Hodge     | Klaus Höhne       |
| Herminie Rolandson         | Nuna Davey       | Katharina Brauren |
| Arzt bei Lauras Sohn       | Wallace Bosco    | Wolfgang Engels   |

In der Szene, in der der Bahnangestellte die beiden aufdringlichen Soldaten auffordert, das Bahnhofscafé zu verlassen, ruft in der deutschen Synchronfassung einer der beiden der Betreiberin des Cafés zu: „Wenn die Brötchen frisch von heute Morgen sind, bist du Brigitte Bardot.“ Brigitte Bardot war zum Zeitpunkt der Dreharbeiten erst zehn Jahre alt. Die Erwähnung ihres Namens könnte wohl der Tatsache geschuldet sein, dass die deutsche Synchronisation des Films erst 1964 erfolgte, also auf dem Höhepunkt von Bardots Karriere. In der englischen Fassung wird an dieser Stelle der 1930er-Jahre-Kinderstar Shirley Temple erwähnt.

## Rezeption

### Auszeichnungen
Der Film war in den Kategorien Beste Regie, Bestes adaptiertes Drehbuch und Beste Hauptdarstellerin (Celia Johnson) für den Oscar nominiert. Bei den im Jahr 1946 erstmals veranstalteten Internationalen Filmfestspielen von Cannes wurde der Film zusammen mit anderen Filmen wie Das verlorene Wochenende und Rom, offene Stadt mit dem Grand Prix ausgezeichnet. Celia Johnson gewann den Preis des New York Film Critics Circle als Beste Hauptdarstellerin.
Das British Film Institute wählte Begegnung im Jahr 1999 auf Platz 2 der 100 besten britischen Filme des 20. Jahrhunderts. Bei einer ähnlichen Umfrage des Magazins Time Out unter 150 Filmschaffenden platzierte sich Brief Encounter auf Platz 12 der besten britischen Filme.

### Kritiken
Begegnung erhielt bereits nach seiner Veröffentlichung sehr gute Kritiken und etablierte sich als einer der größten britischen Filmklassiker.
David Thomson schrieb 2010 in The Guardian, dass der Film ein altes England zeige, das zumindest in seinem Äußeren Vergangenheit sei. Doch „unterdrückte Gefühle als englisches Ideal“ seien immer noch aktuell. Begegnung sei den Zuschauern in der damaligen Nachkriegszeit vollkommen aufrichtig erschienen, während seine Handlung heute vielleicht zu einer ironischen Parodie einladen würde: „Doch Brief Encounter hat solche Gefahren überlebt, da er so gut gemacht ist, weil Lauras Erzählerstimme wirklich gequält wie traumhaft ist, weil die Musik uns alle berührt, und weil Celia Johnson und Trevor Howard perfekt sind.“ Bei Trevor Howard schwebe immer ein Hauch von Wildheit und Rücksichtslosigkeit mit, was in seinen späteren Filmen noch stärker hervorgetreten sei, während Celia Johnson – ihre „Agonie und Zerrissenheit bleiben innen“ – das emotionale Zentrum bilde und den Film trage. Time Out nannte Begegnung einen der „emotional verheerendsten Filme aller Zeiten“. Es sei eine der „lebhaftesten, leidenschaftlichsten und auf schmerzhafte Weise glaubwürdigsten Liebesgeschichten“, die je gedreht worden sei. Zugleich stelle der Film die Frage, „ob wir unser Leben auf Schienen laufen lassen, niemals nach dem Glück greifen, wo wir es finden?“.
Der film-dienst bezeichnete Begegnung als „sensibles Kammerspiel mit perfekter Abstimmung zwischen feinfühliger Handlungsführung, nuancierter Darstellung und stimmungsvoller Fotografie“. Für Cinema handelte es sich um ein „leis[es] Schwarz-Weiß-Melodram über eine große Liebe ohne Zukunft“. Laut 1001 Filme sei Begegnung „einer der wirkungsvollsten Tränendrücker der Kinogeschichte“. Die beiden Hauptdarsteller Celia Johnson und Trevor Howard seien „grandios in dieser unendlich traurigen Geschichte“. Rouven Linnarz vergibt auf film-rezensionen.de 10 von 10 möglichen Punkten. Begegnung sei ein inszenatorisch wie schauspielerisch brillanter Liebesfilm über eine Beziehung, die sich immer mehr gegen die Konventionen der Zeit stellt.
Cowards Biografin Frances Gray beschäftigte sich mit der häufig gestellten Frage, warum die beiden Hauptfiguren ihre Affäre nicht vollziehen. Sie argumentiert mit den Gesellschaftsschichten: die englische Oberklasse könne albern sein, die Unterklasse vulgär, aber die Mittelklasse (zu der die Hauptfiguren gehören) sei – oder begreife sich zumindest – als moralisches Rückgrat der Gesellschaft. Richard Dyer vertritt in seinem Buch über den Film die These, dass Begegnung das definitive Beispiel für einen speziellen Typus emotionaler Zurückhaltung sei, der typisch britisch war. Er zog zudem Parallelen zwischen Cowards Homosexualität und dem Thema einer verbotenen Liebe zwischen normalen Menschen.

### Adaptionen
Brief Encounter wurde bis in die Gegenwart mehrfach als Radiohörspiel und Theaterstück umgesetzt, teils mit sehr prominenten Schauspielern. 1974 erschien eine Neuverfilmung als Fernsehfilm mit Sophia Loren und Richard Burton in den Hauptrollen (deutscher Titel Flüchtige Begegnung), die aber allgemein als schwächer angesehen wurde. In der Houston Grand Opera feierte 2009 die Oper Brief Encounter ihre Premiere, komponiert von André Previn mit einem Libretto von John Caird.